# Stan Miłości i Zaufania (album)
Stan Miłości i Zaufania – debiutancki album polskiego zespołu rockowego, Stan Miłości i Zaufania, wydany 28 lutego 2008 nakładem Mystic Production. Płyta zawiera 14 kompozycji.

## Lista utworów
1. "Na samym dnie" - 2:22
2. "Tylko ty" - 2:53
3. "Rany leczysz ty" - 3:30
4. "Powroty" - 4:45
5. "Jej pierwszy taniec" - 3:31
6. "Morning Lullabies" - 3:29
7. "Rzeki" - 3:59
8. "R.T.C.Ch" - 3:27
9. "O rozstaniach" - 4:01
10. "Jasna dziwna siła" - 3:20
11. "Chasing Butterflies" - 3:07
12. "... i zasnę" - 4:36
13. "Ostatnia noc" - 3:39
14. "Na skrót" - 2:53

## Twórcy
- Karol Strzemieczny - wokal, gitara
- Marek Świrkowicz - gitara
- Piotr Rogowski - gitara basowa
- Jordan Babuła - perkusja